# Harmonia (группа)
Harmonia — немецкая электронная краут-рок-группа, состоящая из участников Cluster и Neu!.

## История
В 1974 году Dieter Moebius и Hans-Joachim Roedelius из дуэта Cluster объединились с одним из основателей другой легендарной немецкой электронной группы Neu! — Michael Rother и записали два альбома под именем Harmonia: Musik von Harmonia (1974) и Harmonia De Luxe (1975).
Кроме того Harmonia в 1975 году записали один альбом с Брайаном Ино: Tracks and Traces, который оставался неизданным до 1997 года.
Так как 2/3 группы были участники Cluster музыка Harmonia тяготела скорее к эмбиенту, а не ритмичному электронному року Neu!.
Как и другие немецкие электронные краут-рок-группы 1970-х годов, Harmonia оказали значительное влияние на современную музыку. Брайан Ино однажды назвал Harmonia «самой важной рок-группой мира» («the world’s most important rock group»).

## Состав

### Основные участники группы
- Dieter Moebius (1973—1976, с 2007) — синтезатор, гитары, mini harp, Nagoya harp, электронная перкуссия, вокал
- Hans-Joachim Roedelius (1973—1976, с 2007) — клавишные, электронная перкуссия, вокал
- Michael Rother (1973—1976, с 2007) — гитара, клавишные, орган, драм-машина, электронная перкуссия, вокал

### Сотрудничавшие с группой
- Mani Neumeier (Guru Guru) — Drums, на альбоме «De luxe»
- Brian Eno, на альбоме «Tracks and Traces»

## Дискография
- Musik von Harmonia — 1974
- Harmonia De Luxe — 1975
- Tracks and Traces — 1997 (записан 1975)

## Близкие группы
- Neu!
- La! Neu?
- La Dusseldorf
- Kraftwerk
- Cluster
- Brian Eno